# Кларк, Мэй (английская актриса)
Мэй Кларк (англ. May Clark; 1 июня 1885, Санбери-на-Темзе, Суррей — 17 марта 1971, Дом актёров Лилиан Бут, Нью-Джерси) — английская актриса немого кино.

## Биография
Мейбл Кларк родилась 1 июня 1885 года в деревне Санбери-он-Темс (район Спелторн, графство Суррей, Англия). Отец — Уильям Кларк, был лодочником; мать звали Луиза, брат — Регги. Переписи населения 1891 и 1901 годов сообщают, что Мэй (Мейбл) Кларк жила с родителями в городке Уолтон-он-Темс (район Элмбридж, графство Суррей). Буквально на соседней улице тогда проживал Сесиль Хепуорт (1874—1953) — режиссёр, продюсер и сценарист, один из основателей британского кинематографа. Именно в его фильмах и начала сниматься 15-летняя Кларк, которую Хепуорт поначалу взял к себе на подработку на должности киномонтажёра и секретаря. 
За 8 лет кинокарьеры (1900—1908) она снялась в 20 лентах. После рождения в 1908 году сына Мэй перестала сниматься, а в 1912 году переехала с мужем, Норманом Уиттеном, и ребёнком в Дублин (Ирландия), где её супруг зарекомендовал себя как видный кинопродюсер, арендатор фильмов и поставщик кино-оборудования. Пара стала сооснователями кинокомпании General Film Company, офис которой находился в США, в штате Массачусетс, поэтому Мэй с Норманом часто и подолгу бывали за океаном. В 1921 году их фирма обанкротилась и семье пришлось вернуться в Англию. Норман основал ещё одну кинокомпанию, но и это дело скоро развалилось. В середине 1920-х годов супруги развелись и о дальнейшей жизни Мэй Кларк практически ничего не известно.
Мэй Кларк скончалась 17 марта 1971 года в городе Энглвуд (штат Нью-Джерси, США).
Личная жизнь
14 марта 1907 года Мэй Кларк вышла замуж за актёра и кинопродюсера Нормана Уиттена. В свадебном сертификате было указано, что оба они являлись на тот момент «кинематографистами» и жили в Уолтон-он-Темс. У пары родился сын, которого назвали Вернон (1908 — после 1971) — он стал кинооператором. В середине 1920-х годов супруги развелись.

## Избранная фильмография
- 1900 — Каково это, когда тебя переехали[англ.] / How It Feels to Be Run Over — пассажирка
- 1903 — Алиса в Стране чудес / Alice in Wonderland — Алиса[7]
- 1905 — Спасена Ровером / Rescued by Rover — няня[8]